# Studio Greg
 (novembre 2021).
Le studio Greg est un collectif de dessinateurs et de scénaristes de bandes dessinées qu'a aidé Greg. Tous ces auteurs travaillaient dans un appartement (2 pièces) loué par Greg.

## Les membres du studio Greg
- Robert Pire : le premier membre du studio, un copain de classe de Greg. Il a travaillé sur les décors de Zig et Puce et ceux d’Achille Talon, notamment les gratte-ciels new-yorkais de l’appeau d’Ephèse[1]. Robert Pire n’a pas travaillé de manière continue au studio, il est parti pour une longue période en Afrique.

- Dupa : il fut l’assistant de Greg à 19 ans et pendant près de quinze ans. Pour l’anecdote, Dupa rencontra Greg grâce à son boucher qui lui conseilla de montrer ses dessins à un de ses clients, un certain Michel Greg[2]. Dupa fit ses premières armes sur de petites publications hebdomadaires qui paraissaient dans La Dernière Heure et dans La Libre Belgique. Puis, il enchaîna sur Zig et Puce et Achille Talon. Dupa a réalisé le dessin et le scénario de certains gags d’Achille Talon à la fin des années 1960 à la suite d'un gros problème de santé de Greg.

- Hermann : c’est Greg qui lui propose de rejoindre le studio à la suite d'une petite BD qu’il avait faite dans un journal scout. Le matin, Hermann faisait son travail d’architecte d’intérieur et l’après-midi, il venait au studio[3].

- Mazel : a participé aux décors des As[4]
- Mittéï : a participé aux décors des As et a ainsi dessiné des quartiers de Paris uniquement à partir de la documentation fournie par Greg. En effet, cet auteur belge n’avait jamais mis les pieds à Paris.

- Dany : il a débuté dans le métier en devenant l’assistant de Mittéï qui était lui-même l’assistant de Greg. Il a commencé à travailler sur les décors d'Achille Talon et des As avant d’intégrer le studio.

- Bob de Groot et  Turk : ces deux auteurs habitaient à deux pas de l’appartement loué par Greg et à force de lui demander des conseils, il leur a donné du travail. Ils ont alors travaillé sur les As durant une dizaine d’épisodes qui allaient de 4 à 8 planches. Turk réalisait les décors au crayon et Bob de Groot les encrait et réalisait le lettrage. Bob de Groot scénarisa aussi quelques épisodes[5].

- François Dimberton : a travaillé essentiellement sur des bandes dessinées publicitaires et Quatuor pour une fausse note, dernière histoire de Rock Derby.

- Guy Brasseur : a fait partie du studio Greg sans avoir jamais eu la popularité de ses condisciples[6] a travaillé sur Scampi avec Stéphane Steeman comme scénariste et sur Chlorophylle avec Dupa et Bob de Groot dans Tintin[7].